# Borkower See
Der Borkower See liegt am Rand der Sternberger Seenlandschaft südlich des Ortes Borkow etwa 10 Kilometer südöstlich von Sternberg im Landkreis Ludwigslust-Parchim in Mecklenburg-Vorpommern. Der See gehört zum Gemeindegebiet Borkow.

## Borkower See im Naturpark
Der Borkower See liegt am Rande des Naturparks Sternberger Seenland, in einer naturbelassenen Landschaft im Landschaftsschutzgebiet „Mittleres Mildenitztal“. Der See ist maximal 750 Meter breit und 370 Meter lang und hat eine keilförmige Form mit breit auslaufenden Nordteil und spitz auslaufenden Südteil. Im Westteil mündet der Schlower Bach, der aus dem westlich des Sees liegenden Kleinpritzer See kommt. Die den See durchfließende Mildenitz mündet im Osten in den See, um ihn im Nordwesten wieder zu verlassen. Der See ist stark verwachsen und veralgt. Die ehemalige Badestelle bei Borkow ist nicht mehr zugänglich. Das Seeufer ist bis auf den Nordteil komplett bewaldet und meist sumpfig und fast durchgängig verschilft. Im Westen entlang der Mildenitz schließt sich das Sumpfgebiet Teichbruch an. Südwestlich des Sees erreichen die Höhen mit dem Kavelsberg 51 m ü. NHN. Auf einem drei Kilometer langen Waldlehrpfad wird heute dem Besucher anhand mehrerer Tafeln Wissenswertes rund um die Natur, Pflanzen und Geschichte der Region und des Sees vermittelt.
In den Wäldern um den Borkower See sind vorrangig Nadelgehölze vorhanden.
Nördlich des Sees verläuft die Bundesstraße 192.

## Frora und Fauna am Borkower See
Von der Mildenitz durchflossen, ist der Borkower See ein charakteristischer Flusssee. Im Sommer kann sich der See aufgrund seiner geringen Tiefe sehr stark erwärmen. Dies begünstigt das Algenwachstum und ist typisch für den Flusssee. Am Ufer des Borkower Sees befindet sich  ein Erlenbruchwald, eine typische Vegetation an den Gewässerrändern. Vorherrschend ist auch hier die Schwarzerle, die die hohen bzw. schwankenden Wasserstände sehr gut vertragen. In der Krautschicht sind vor allem Großseggen sowie die gelbblühende Wasserschwertlilie und die Sumpfdotterblume vorhanden. Im Borkower See lebt eine große Anzahl von Tierarten, auch bekannte Fischarten wie Aal und Schlei haben hier ihren Lebensraum. In den Ufersäumen brüten die Teichrohrsänger und die Sumpfmeise. Flussaufwärts der Mildenitz findet man den Biber, während am Schlower Bach der Fischotter und der Eisvogel heimisch sind.

## Karten
- Wiebekingsche Karte
- Meßtischblatt Nr. 2337, Borkow